# علم‌کندی
علم‌کندی یک روستا در ایران است که در دهستان اوریاد واقع شده‌است. علم‌کندی ۶۳۰ نفر جمعیت دارد.